# Parque nacional Butterleaf
Butterleaf es un parque nacional en Nueva Gales del Sur (Australia), ubicado a 491 km al norte de Sídney.

## Datos
- Área: 30 km²
- Coordenadas: 29°31′08″S 152°00′43″E / -29.51889, 152.01194
- Fecha de Creación: 1 de enero de 1999
- Administración: Servicio Para la Vida Salvaje y los Parques Nacionales de Nueva Gales del Sur
- Categoría IUCN: II

Véase también:
- Zonas protegidas de Nueva Gales del Sur

- Datos: Q1018112